# Janet Mock
Janet Mock   (Honolulu, 10 de març de 1983) és una escriptora i periodista estatunidenca. Activista pels drets trans, és autora del llibre Redefining Realness, col·laboradora de la revista Marie Claire, i va ser redactora de l'edició digital de la revista People. Va fundar i dirigir la campanya digital #GirlsLikeUs en favor de les dones transgènere. Té un graduat en marxandatge de la moda per la Universitat de Hawai a Mānoa i un postgrau en periodisme per la Universitat de Nova York. És membre del comitè de programes de l'Institut Hetrick-Martin.